# Мужская сборная Боснии и Герцеговины по баскетболу 3×3
Мужская сборная Боснии и Герцеговины по баскетболу 3×3 представляет Боснию и Герцеговину на международных соревнованиях по баскетболу 3×3. Управляющим органом является Баскетбольный союз Боснии и Герцеговины.
По состоянию на 7 сентября 2024, мужская сборная Боснии и Герцеговины по баскетболу 3×3 занимает 40-е место в мировом рейтинге ФИБА мужских сборных по баскетболу 3×3.

## Результаты выступлений
| Турнир                             | Золото | Серебро | Бронза | Всего |
| ---------------------------------- | ------ | ------- | ------ | ----- |
| Чемпионат Европы по баскетболу 3×3 | —      | —       | —      | —     |
| Итого                              | —      | —       | —      | —     |

### Чемпионат Европы по баскетболу 3×3
| Год           | Место          | Игры           | Победы         | Поражения      | Состав команды                                                |
| ------------- | -------------- | -------------- | -------------- | -------------- | ------------------------------------------------------------- |
| 2014—2017     | не участвовали | не участвовали | не участвовали | не участвовали | не участвовали                                                |
| Бухарест 2018 | 12             | 2              | 0              | 2              | Marijo Blaškan, Nikola Budic, Nedim Mustafica, Zeljko Palavra |
| 2019—н. в.    | не участвовали | не участвовали | не участвовали | не участвовали | не участвовали                                                |